# Nabij Vetter
Nabij Vetter – osada (buurt) w dzielnicy Bonam, miasta Willemstad, w dystrykcie Willemstad, w kraju autonomicznym Curaçao, należącym do Holandii, w Ameryce Południowej. 20 października 2023 r. liczyła 192 mieszkańców. 